# Virginia Hayssen
Virginia Hayssen (geboren am 28. Februar 1951 in Milwaukee) ist eine US-amerikanische Säugetierforscherin und Hochschullehrerin. Sie forscht vor allem an der Evolution der Fortpflanzung bei Säugetieren und ist regelmäßige Autorin der von der American Society of Mammalogists herausgegebenen Schriftenreihe Mammalian Species.

## Biographie
Virginia Hayssen studierte am Department für Botanik am Pomona College in Claremont, Kalifornien, und schloss ihr Studium 1973 mit einem Bachelor ab. Danach arbeitete sie bis 1976 als Forschungsassistentin am Boston Biomedical Research Laboratory in Boston sowie danach bis 1978 am E.K. Shriver Center for Mental Retardation in Waltham, beide in Massachusetts. Danach ging sie an die Cornell University in Ithaca, New York, und arbeitete dort als Lehrassistentin und administrative Unterstützung am Fachbereich für Neurobiologie und Verhalten. Parallel arbeitete sie an ihrer Doktorarbeit und wurde 1985 promoviert.
Von 1985 bis 2000 war Hayssen außerordentliche Professorin für Biologie am Smith College in Northampton, Massachusetts, bevor sie hier 2000 einen offiziellen Lehrstuhl erhielt und seitdem als ordentliche Professorin auf dem Mary-Maples-Dunn-Lehrstuhl der Universität tätig ist. Von 1994 bis 1997 war sie zudem Dozentin für Physiologische Ökologie an der University of Nottingham in England.
Sie ist Mitglied der wissenschaftlichen Berufsvereinigung Sigma Xi, der National Wildlife Federation, der Wisconsin Society for Ornithology und der American Society of Mammalogists (ASM). Von 1996 bis 2000 war sie Mitherausgeberin und von 2000 bis 2006 Herausgeberin der Mammalian Species, für die sie ab dem Jahr 2000 einen auf ihrer Website abrufbaren Index bereitstellte. 2017 wurde ihr für ihre Verdienste um die Gesellschaft der Hartley H. T. Jackson Award verliehen.

## Forschung
Virginia Hayssen untersucht vor allem die Evolution der Fortpflanzung bei Säugetieren. Sie konzentriert sich auf Fragen zur Wurfgröße, Trächtigkeitsdauer, Neugeborenenlänge und Laktationsdauer in Abhängigkeit zu den physischen Merkmalen und die Phylogenie und Ökologie der Tiere. Zudem arbeitet sie zum Thema Pleiotropie und die vielfältigen phänotypischen Auswirkungen, die ein einzelner Genlocus auf die Biologie eines Tieres haben kann. Es geht dabei konkret um die Untersuchung des Agouti-Farblocus, der nicht nur die äußere Fellfarbe eines Tieres verändert, sondern auch sein Verhalten und seine innere Anatomie.
Daneben veröffentlicht sie regelmäßig Porträts einzelner Arten im Rahmen der Schriftenreihe Mammalian Species der American Society of Mammalogists.

## Veröffentlichungen (Auswahl)
Bücher und Buchbeiträge
- mit T.H. Kunz und C. Wemmer: Assessment of sex, age, and reproductive condition in mammals. In: D. E. Wilson, F. R. Cole, J. D. Nichols, R. Rudran and M. S. Foster (Hrsg.): Measuring and monitoring biological diversity: Standard methods for mammals. Smithsonian Institution Press, Washington, DC, 1996, S. 279–290.
- Reproduction in grey squirrels: from anatomy to conservation. In: C. Shuttleworth, P.W.W. Lurz, J. Gurnell: The grey squirrel: ecology and management of an invasive species in Europe. European Squirrel Initiative, W. O. Jones, Llangefni, Wales, 2016.
- mit T.J. Orr: Reproduction in mammals: the female perspective. Johns Hopkins University Press, Baltimore, MD, 2017.

Zeitschriftenbeiträge
- Milk: It does a baby good. Natural History Magazine 104 (12), 1995, S. 36.
- mit T.H. Kunz: Allometry of litter mass in bats: Comparisons with maternal size, wing morphology, and phylogeny. Journal of Mammalogy 77(2), 1996, S. 476–490.
- mit H. Jabbour und M. Bruford: Conservation of deer: Contributions from molecular biology, evolutionary ecology, and reproductive physiology. Journal of Zoology 243, 1997, S. 461–484.
- Effects of the nonagouti coat-color allele on behavior of deer mice (Peromyscus maniculatus): A comparison with Norway rats (Rattus norvegicus). Journal of Comparative Psychology 111, 1997, S. 419–423.
- Effect of transatlantic transport on reproduction of agouti and nonagouti deer mice, Peromyscus maniculatus. Laboratory Animals 32, 1993, S. 55–64.
- mit N. Goodwin, D.W. Deakin und A. P. F. Flint: Influence of social status on ovarian function in farmed red deer (Cervus elaphus). Physiology and Behavior 65, 1999, S. 691–96.
- Chisel-toothed kangaroo rat, Dipodomys microps. In: D. E. Wilson, S. Ruff (Hrsg.): The Smithsonian Book of North American Mammals. Smithsonian Institution Press, Washington, D.C., 2001, S. 534–535.
- mit J.M. Lapseritis: Thyroxine levels in agouti and nonagouti deermice (Peromyscus maniculatus). Comparative Biochemistry and Physiology 130A, 2001; S. 295–99.
- Body and organ mass in agouti and nonagouti in deer mice (Peromyscus maniculatus). Comparative Biochemistry and Physiology 130A, 2001, S. 311–21.
- mit J. M. Harper und R. DeFina: Fecal corticosteroids in agouti and nonagouti deer mice (Peromyscus maniculatus). Comparative Biochemistry and Physiology, Part A. Molecular and Integrative Physiology 132, 2002, S. 439–46.
- Reproductive effort in squirrels: ecological, phylogenetic, allometric, and latitudinal patterns. Journal of Mammalogy 89(3), 2008, S. 582–606.
- Reproduction within marmotine ground-squirrels (Sciuridae, Xerinae, Marmotini): patterns among genera. Journal of Mammalogy 89(3), 2008, S. 607–616.
- Patterns of body and tail length and body mass in Sciuridae. Journal of Mammalogy 89(4), 2008, S. 852–873.
- mit A. Ward: Measuring cortisol in hair and saliva from dogs: coat color and pigment differences. Domestic Animal Endocrinology 39, 2010, S. 171–180.
- mit Alicia V. Linzey: Obituary: Barbara Hibbs Blake (1937–2019). Journal of Mammalogy 101 (2), 8. April 2020, S. 615–619. doi:10.1093/jmammal/gyaa024

Beiträge für Mammalian Species
- mit A.L. Gardner: A guide to constructing and understanding synonymies for Mammalian Species. Mammalian Species 739, 2004.
- mit S.K. Haas und P.R. Krausman: Panthera leo. Mammalian Species 762, 2005.
- Bradypus pygmaeus. Mammalian Species 812, 2009.
- Bradypus variegatus (Pilosa: Bradypodidae). Mammalian Species 850, 2009.
- Bradypus tridactylus (Pilosa: Bradypodidae). Mammalian Species 839, 2009.
- Bradypus torquatus (Pilosa: Bradypodidae). Mammalian Species 829, 2009.
- Tamandua tetradactyla (Pilosa: Myrmecophagidae). Mammalian Species 875, 2011.
- Choloepus hoffmanni (Pilosa: Megalonychidae). Mammalian Species 873, 2011.
- mit F. Miranda, B. Pasch: Cyclopes didactylus (Pilosa: Cyclopedidae). Mammalian Species 895, 2011.
- mit J. Ortega, A. Morales-Leyva und N. Martinez-Mendez: Cabassous centralis (Cingulata: Dasypodidae). Mammalian Species 898, 2013
- mit P.W.W. Lurz, K. Geissler und S. Bertolino: Callosciurus erythraeus (Rodentia: Sciuridae). Mammalian Species 902, 2013.
- mit A. Stein: Panthera pardus (Carnivora: Felidae). Mammalian Species 900, 2013.
- Cabassous unicinctus (Cingulata: Dasypodidae). Mammalian Species 907, 2014.
- Cabassous chacoensis (Cingulata: Dasypodidae). Mammalian Species 908, 2014.
- Cabassous tatouay (Cingulata: Dasypodidae). Mammalian Species 909, 2014.
- mit P.W.W. Lurz, I. Fielding: Callosciurus prevostii (Rodentia: Sciuridae). Mammalian Species 945, 2017; S. 40–50.
- mit Patricia D. Moehlman: Canis aureus (Carnivore: Canidae). Mammalian Species 957, 2018
- mit P. Noonan: Crocuta crocuta (Carnivora: Hyaenidae). Mammalian Species 1000, 2021

## Belege
1. 1 2 3  Biographie von Virginia Hayssen, abgerufen am 4. Dezember 2022.
2. ↑  Mammalian Species auf der Website von Virginia Hayssen, abgerufen am 4. Dezember 2022.
3. ↑  2017 Jackson Award - Virginia Hayssen auf der Seite der American Society of Mammalogists, abgerufen am 4. Dezember 2022.
4. 1 2  Biography auf Website des Smith College, abgerufen am 4. Dezember 2022.